# Dame de Baza
La Dame de Baza est un exemple célèbre d'art ibérique du IVe siècle av. J.-C., une figure féminine de calcaire avec des traces de polychromie en surface découverte le 22 juillet 1971 par Francisco José Presedo Velo à Baza, au nord-ouest de la province de Grenade. Baza est le site de la cité ibéro-romaine de Basti et la statue fut retrouvée au sein d'une de ses deux nécropoles, au lieu-dit Cerro del Santuario. Installée sur un fauteuil, et un espace ouvert sur le côté laisse penser que l'objet a contenu des restes de crémation.
Le nom donné à l'œuvre provient d'un journaliste qui la relie dans l'imaginaire populaire à sa célèbre cousine, la Dame d'Elche auprès de laquelle elle se trouve, au musée archéologique national de Madrid. 